# 518 Halawe
Az 518 Halawe egy a Naprendszer kisbolygói közül, amit Raymond Smith Dugan fedezett fel 1903. október 20-án.